# Эмульсии комплексного воздействия
Эмульсии комплексного воздействия, ЭКВ — один из химических методов повышения нефтеотдачи пласта, применяться в высокопарафинистых нефтях. Эмульсионно-кислотное воздействие широко применяется Мангистауской области Казахстана в месторождениях Жетыбай-Узеньской нефтегазоносном районе, например на Жетыбае, где содержание парафина в нефти доходит до 25 %.

## Состав эмульсии комплексного воздействия
В составе ЭКВ содержит:
1. ПАВ удалители парафиноотложений марок Рауан-100  (недоступная ссылка);
2. Бихромат калия;
3. Растворитель асфальтосмолистых и парафиновых отложений марок Ранрас - 6000  (недоступная ссылка) или газовый конденсат или бензин;
4. Соляная кислота.

Весь объем эмульсия должно содержать — 24 м³. Содержание соляной кислоты меняться за счет высоты эффективных нефтяных толщин. Эффект от эмульсионно-кислотного воздействие 3-6 месяцев зависимости от содержание парафина в нефти, например Жетыбае эффект от ЭКВ от 2 до 4 месяцев. Прирост нефти от эмульсии комплексного воздействия доходит до 50 %.